# Musturzabalsuchus
Musturzabalsuchus — вимерлий моновидовий рід аллодапозухії евзухії крокодилоподібної. Тип і єдиний вид — Musturzabalsuchus buffetauti.

## Етимологія
Родова назва означає «крокодил з розширеною головкою», причому «Musturzabal» означає «розширена голова» баскською мовою, а «suchus» означає «крокодил» грецькою. Тип і єдиний вид — M. buffetauti, названий на честь французького палеогерпетолога Еріка Бюффета.

## Відкриття
Матеріал, вперше віднесений до Musturzabalsuchus у 1997 році, був знайдений у місцевості Laño в Condado de Treviño, північна Іспанія. Матеріал Musturzabalsuchus був знайдений нещодавно у Валенсії, Іспанія, він трохи старший за віком, ніж зразки з інших місцевостей, датовані раннім або середнім кампанським періодом.